# Koryčany
Koryčany (en allemand : Koritschan) est une commune du district de Kroměříž, dans la région de Zlín, en Tchéquie. Sa population s'élevait à 2 732 habitants en 2025.

## Géographie
Koryčany se trouve à 27 km au sud-ouest de Kroměříž, à 39 km à l'ouest-sud-ouest de Zlín, à 42 km à l'est-sud-est de Brno et à 225 km à l'est-sud-est de Prague.

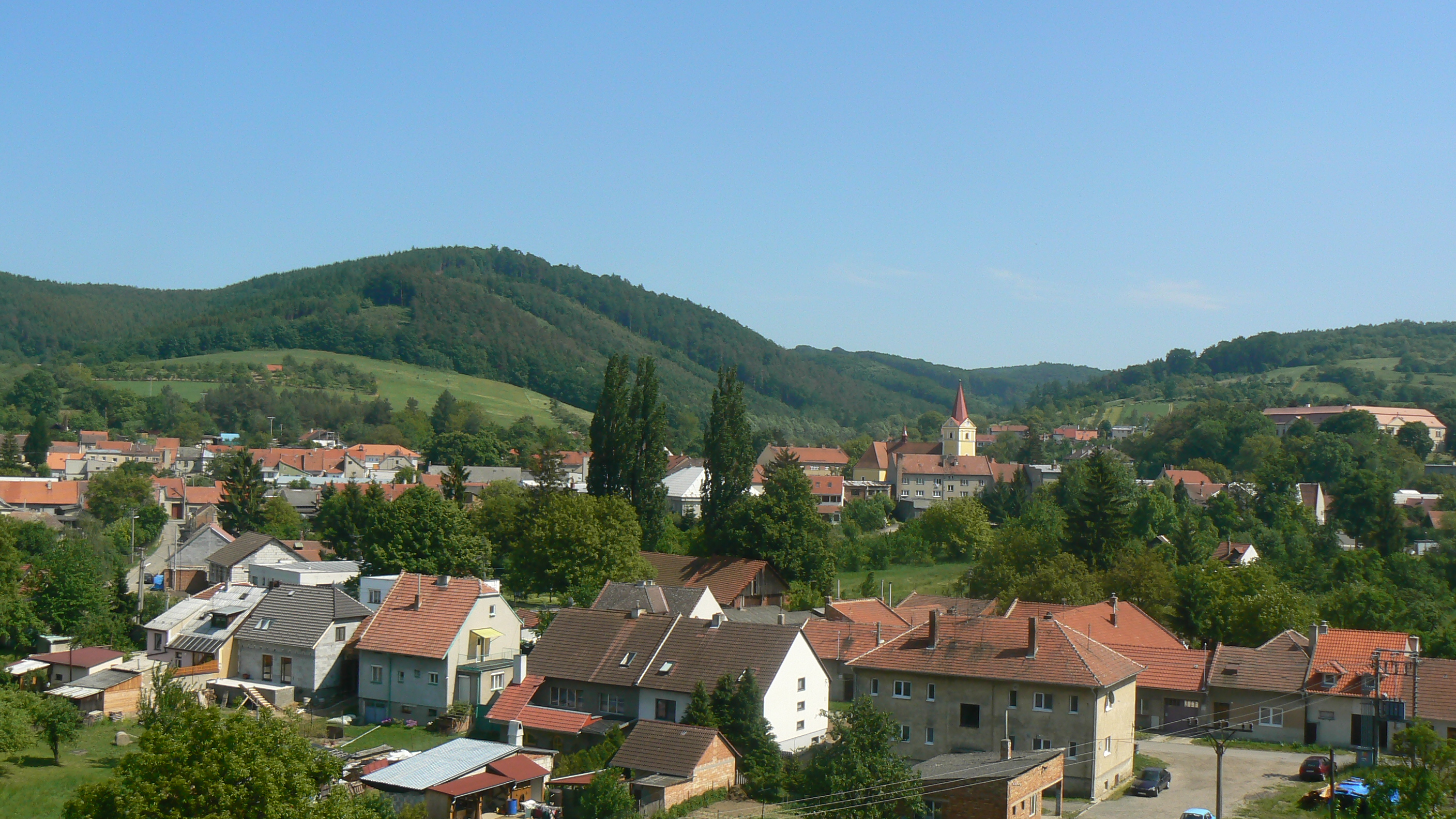
Panorama de Koryčany.

La commune est limitée par Brankovice, Kožušice et Střílky au nord, par Stupava à l'est, par Osvětimany, Moravany, Čeložnice et Kyjov au sud, et par Mouchnice à l'ouest.

## Histoire
La première mention écrite de la localité date de 1321.

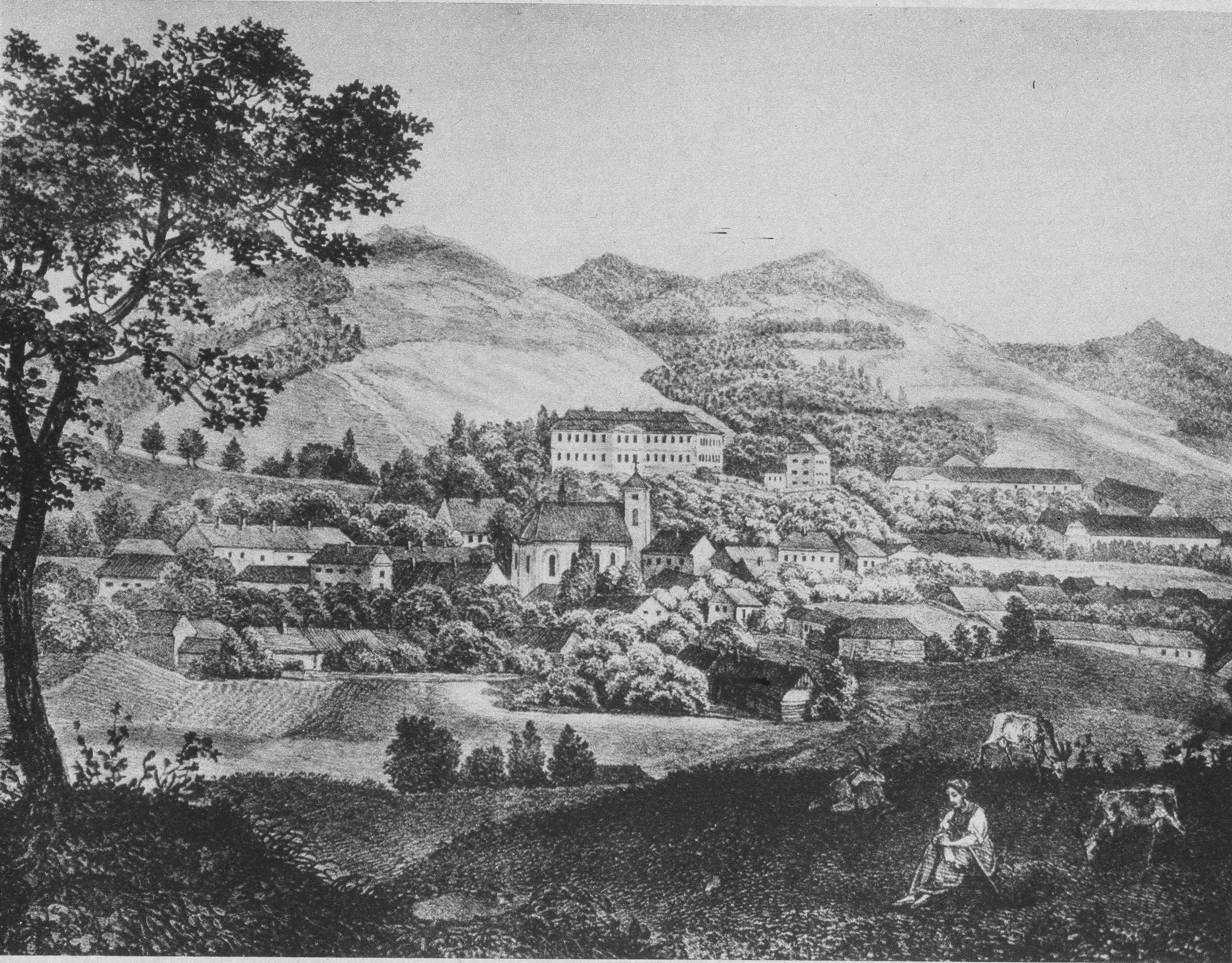
Koryčany : gravure de Heber (1848).

## Galerie

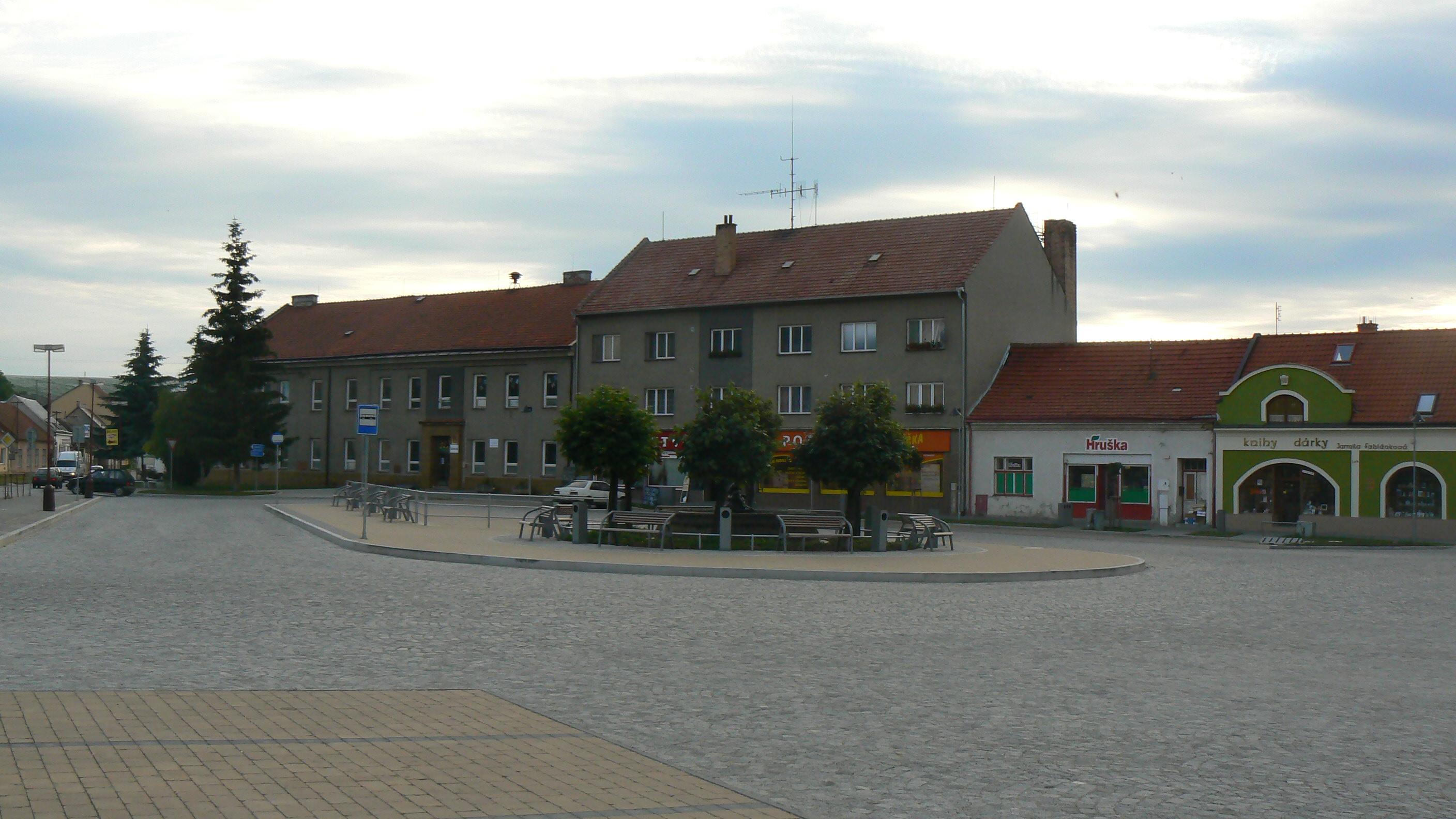
Place centrale (2008).
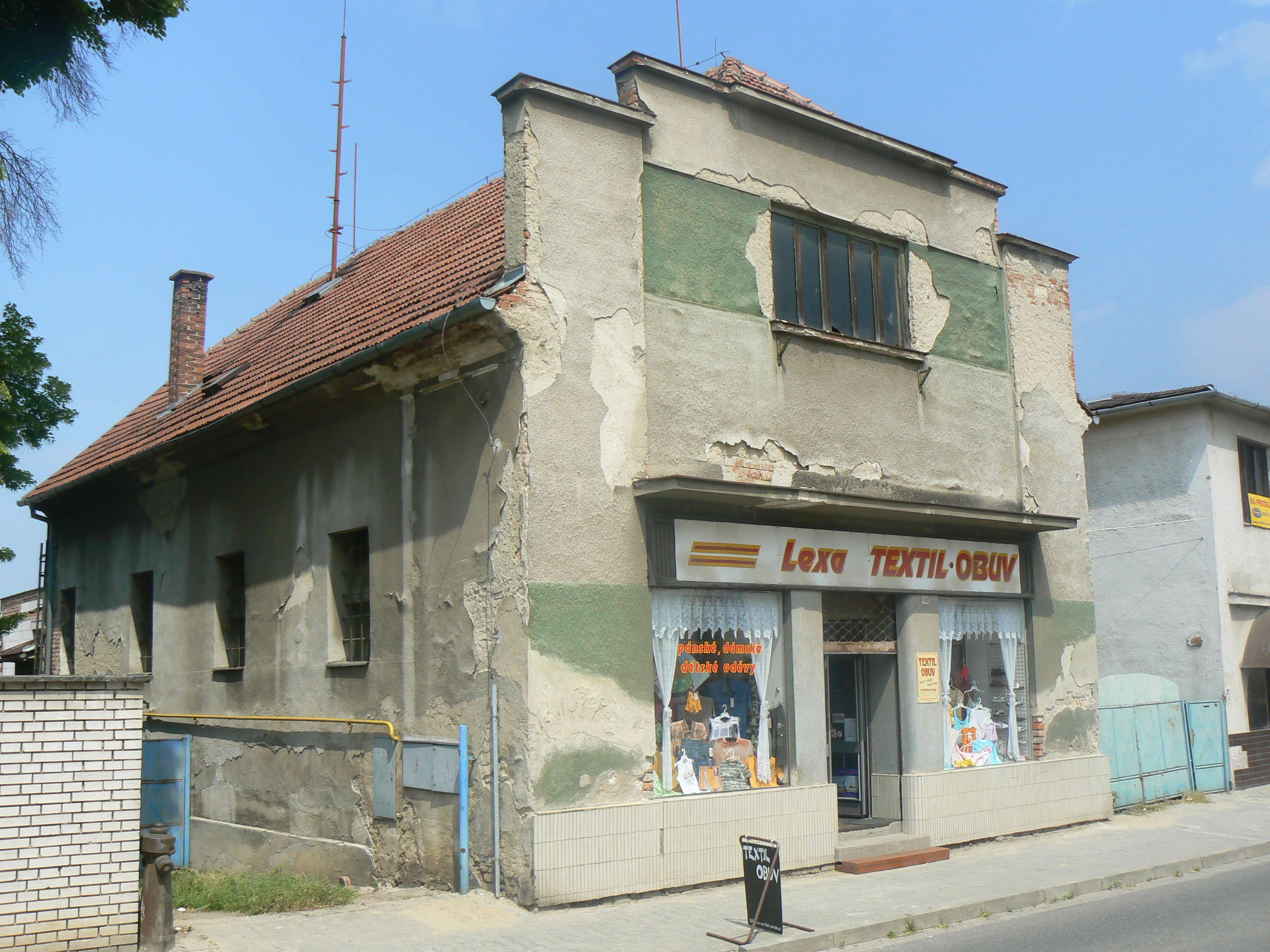
Ancienne synagogue.
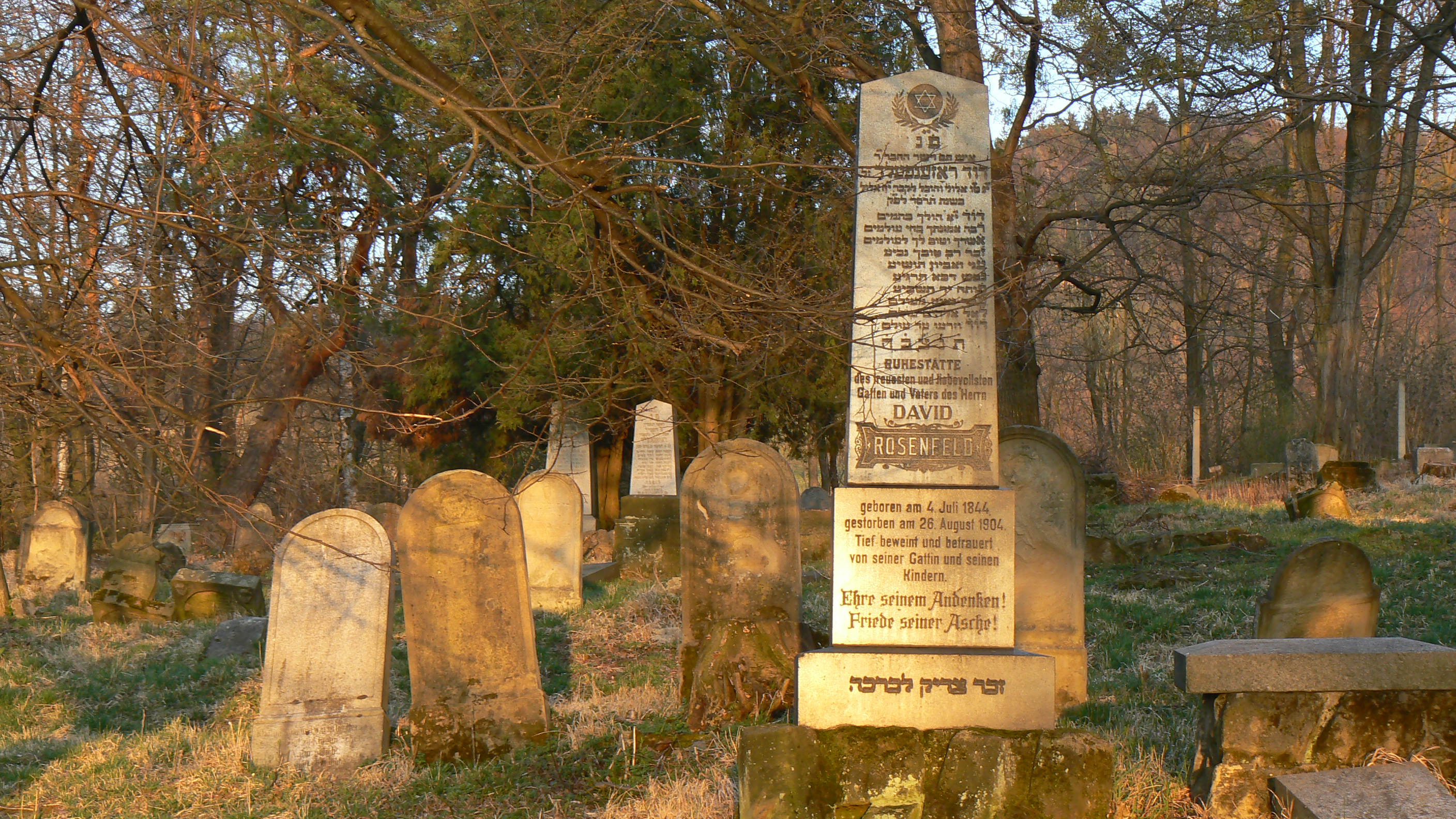
Cimetière juif.
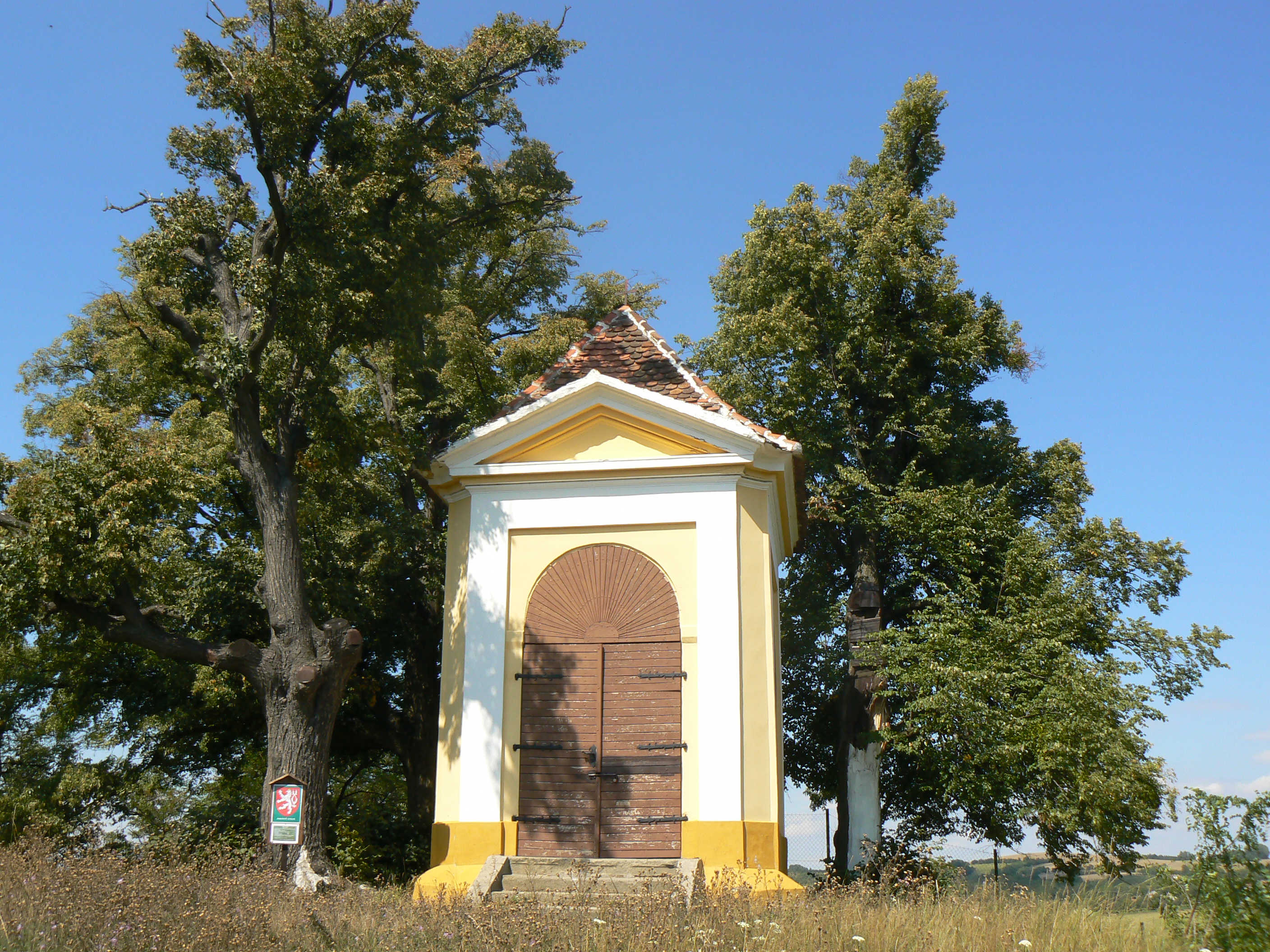
Chapelle Saint-Florian.
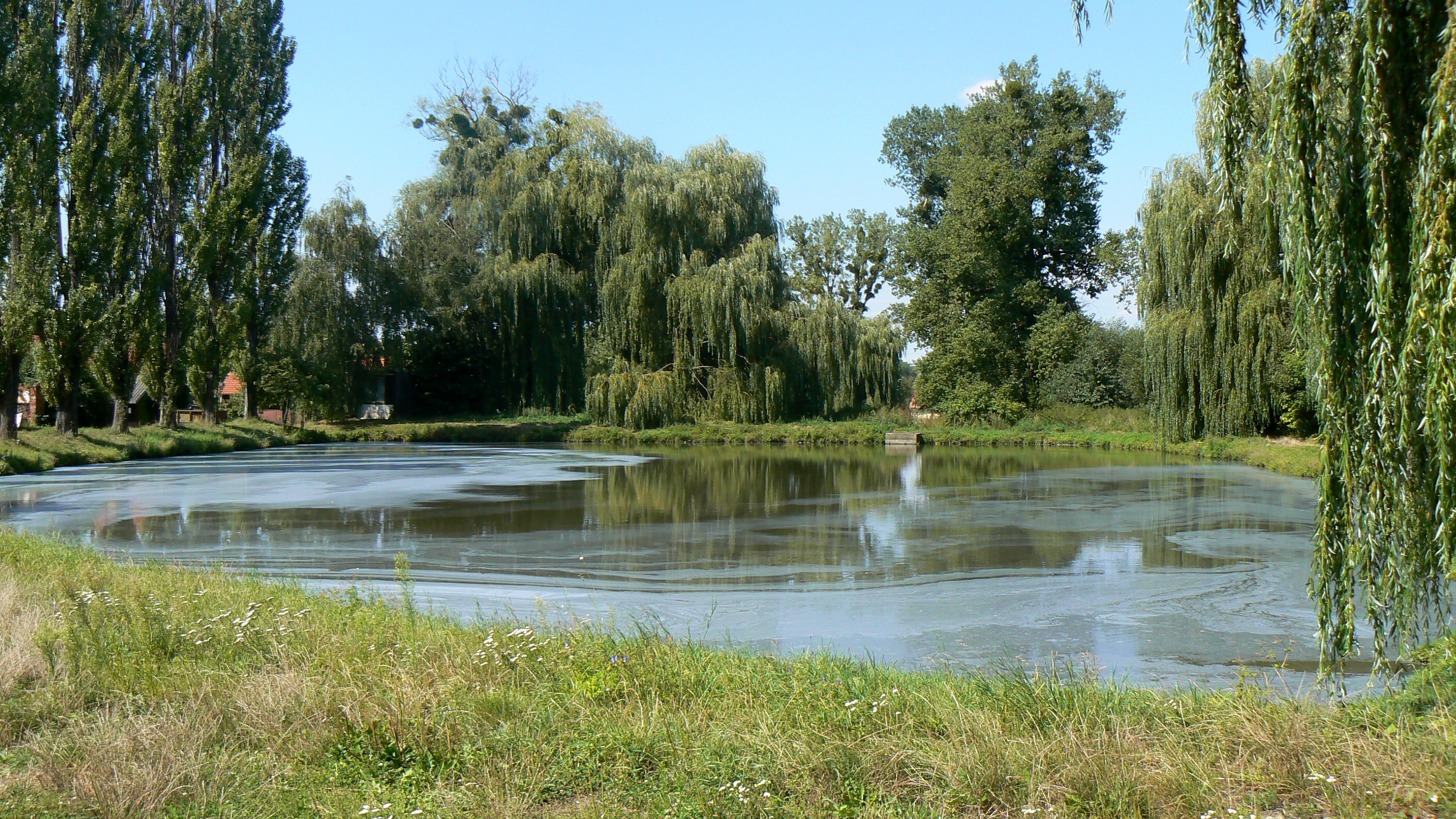
L'étang.
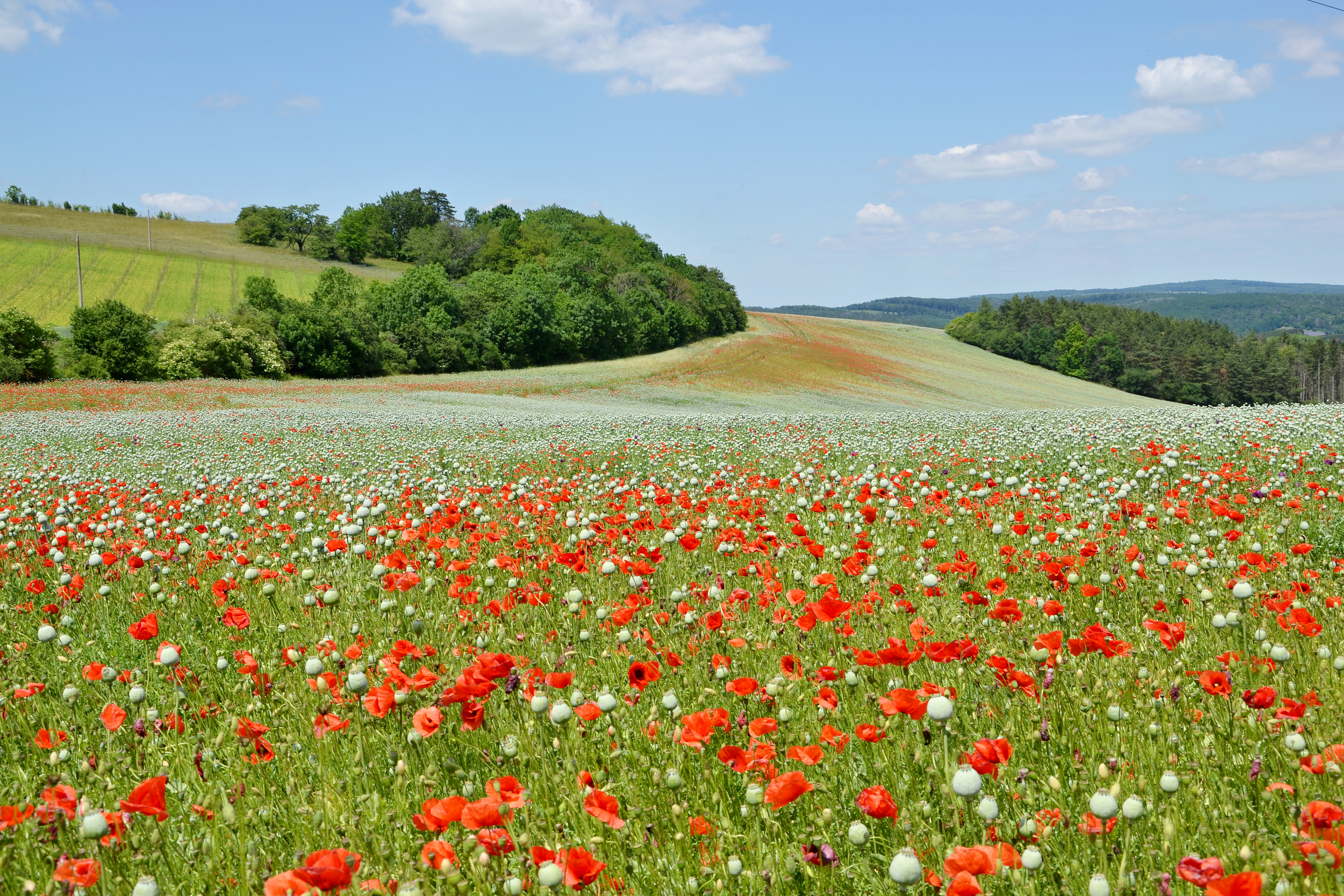
La campagne près de Koryčany. Juin 2022.

## Transports
Par la route, Koryčany se trouve à 31 km de Kroměříž, à 53 km de Zlín, à 48 km de Brno et à 254 km de Prague.

## Administration
La commune se compose de quatre quartiers, tous d'anciennes communes :
- Koryčany
- Blišice
- Jestřabice
- Lískovec

## Personnalités
- Karl Joseph von Gillern (1691-1759)
- Sigmund Kolisch (1816-1886), poète, journaliste, historien
- František Pivoda (1824-1898), compositeur, y est élevé et y est inhumé.
- Oskar Rosenfeld (1884-1944), écrivain
- Rudolf Schwarz (1879-1965), homme politique allemand
- Michael Thonet (1796-1871), ébéniste et industriel
- Jaroslav Tomášek (1896-1970)